# M-Corp
M-Corp (v anglickém originále M-Corp) je pátý díl dvanácté řady seriálu Červený trpaslík (a celkově sedmdesátá druhá epizoda). Původně byl odvysílán 9. listopadu 2017 na britském televizním kanálu Dave, avšak již 2. listopadu 2017 byl předčasně zpřístupněn na UKTV Play. V Česku byl díl uveden 29. května 2019.
Poté, co Červený trpaslík obdrží dlouho odkládanou aktualizaci softwaru, se posádka dozvídá, že jejich zaměstnavatele koupil v rámci převzetí M-Corp, největší nadnárodní konglomerát ve vesmíru.

## Děj
V den svých padesátých narozenin dostane Lister něco, co vypadá jako infarkt. Po Krytonově analýze se ukáže, že šlo o vážné zažívací potíže. Pro jistotu mu Kryton nahraje do krevního oběhu čip na monitorování zdraví, Chippyho. Chippy však nakonec exploduje a Kryton zahájí vyšetřování této záležitosti. O nějaký čas později Kryton zjistí, že Chippy zemřel kvůli tomu, že běžel na starém softwaru, a že Červený trpaslík nutně potřeboval aktualizaci systému zastavenou kvůli tomu, že ho Kocour odpojil, aby mohl zapojit svůj fén.
Po instalaci aktualizace přivítá posádku společnost M-Corp, která odhalí, že v rámci převzetí společnosti odkoupila JMC (Jupiterskou důlní společnost), bývalé majitele Červeného trpaslíka. Hned poté se na palubě lodi zhmotní nové vybavení se značkou M-Corp, ale Lister z nějakého důvodu vidí pouze vybavení M-Corp a ostatní věci naopak nevidí. Po několika testech Kryton dojde k závěru, že nová aktualizace blokuje Listerovo vnímání reality, takže zmizí výrobky, které nejsou ve vlastnictví M-Corpu, včetně Krytona (DivaDroid není ve vlastnictví M-Corpu), Rimmera (jeho světelná včela není vyrobena M-Corpem) a Kocoura (není zaměstnancem). Jednoho po druhém tak Lister přestane slyšet a později i vidět.
Lister je nyní na palubě lodi v podstatě sám a mnoho jeho osobních věcí je pro něj neviditelných, například jeho milovaná kytara, holicí strojek a pohovka, na které spí. Náhle M-Corp zhmotní ve spací kajutě portál, který Listera přenese do nové simulace, kde musí vyměnit omezenou měnu přidělenou na jeho účet za nezbytné předměty (například pitná voda). Jeho měna se díky astronomickým cenám rychle vyčerpá a software M-Corpu začne manipulovat s realitou, aby ho donutil k nouzovým nákupům, jako jsou léky proti bolesti a hasicí přístroje. Když Listerovi dojdou peníze, donutí jej společnost zaplatit svým časem, čímž Dave rychle zestárne. Mezitím se zbytek posádky rozhodne odinstalovat z lodi novou aktualizaci M-Corpu poté, co zahájí hlavní restart, a vstoupí teleportem do simulace. Poté, co se software podvodem sám poškodí, posádka vyzvedne Listera, nyní díky instalaci M-Corpu zestárlého, a vrátí se na Červeného trpaslíka. Lister však stále není schopen vidět jiné produkty než produkty M-Corpu, včetně posádky, a tak se Kryton rozhodne v podstatě restartovat Listerovu paměť, aby problém vyřešil, a to pomocí jeho 23 let staré paměti uložené v programu pro hologramy a obnovením zbytku jeho paměti pomocí záznamů z kamer. Epizoda končí tím, že Lister otravuje Rimmera, a to způsobem odkazujícím na úplně první scénu prvního dílu.

## Produkce
Závěrečnou scénu odkazující na začátek epizody Konec nebylo možné natočit v noci nahrávání před živým publikem ve studiu, Doug Naylor a štáb však přesto chtěli, aby ji diváci zažili, a tak ji přesto zinscenovali. Smích publika byl převzat z tohoto představení a sestříhán do pozdější verze.

## Přijetí
Díl získal pozitivní recenze od kritiků a byl vřele přijat i fanoušky.